# Imperial-Real Landwehr
El Imperial-Real Landwehr (en alemán: kaiserlich-königliche Landwehr o k.k. Landwehr), también llamado Landwehr austríaco, era el ejército territorial de Cisleitania o mitad austriaca del Imperio Austrohúngaro de 1869 a 1918. Su contraparte era el Real honvédség húngaro (königlich ungarische Landwehr). Los dos Landwehrs, junto con el Ejército común y la Imperial y Real Armada, formaron las fuerzas armadas (Bewaffnete Macht o Wehrmacht) de Austria-Hungría.
A diferencia del Imperio alemán, donde el Landwehr principalmente estaba formado por reservistas y voluntarios, el Imperial-Real Landwehr consistió en unidades regulares. El Landwehr no tiene que ser confundido con el Landsturm el cual era una milicia voluntaria.

## Historia
Las raíces del Landwehr se remontan al siglo XVI, cuando hubo llamamientos a todos los hombres sanos para defender a su país.
Durante las Guerras napoleónicas se estableció un Landwehr por decreto imperial el 9 de junio de 1808 como una institución común y permanente para complementar el ejército austriaco regular. Este ejército fue utilizado en 1809 y en 1813/14. En 1859, el Landwehr fue abolido.
Después de que el Imperio austriaco hubiera perdido la guerra contra Prusia, el Reino de Hungría logró obtener su independencia de Austria con el compromiso austrohúngaro en 1867. Hungría exigió poseer fuerzas propias bajo orden del gobierno húngaro existiendo en conjunto con las fuerzas imperiales y reales del ejército y la marina, los cuales estaban bajo mando del Emperador y el ministro de guerra austrohúngaro. Así que el Compromiso incluía el derecho de Hungría a establecer su propio ejército territorial, el Real Honvédség húngaro (Kiraly Honvédség), a menudo conocido coloquialmente como el Honved (Honvéd).
Como consecuencia, en la contraparte Cisleitania, el Honved, fue conocido como el Imperial-Real Landwehr, que fue establecido en los "Reinos y Tierras Representados en el Reichsrat", es decir, el Imperio restante de Austria.  Sus tareas fueron finalmente confirmadas en 1889 en la Ley de Defensa de Austria (RGBl. 41/1889) de la siguiente manera:
§ 4. El Landwehr tiene la tarea en tiempo de guerra el apoyar al Ejército y defender la patria; en tiempo de paz, y por excepción, también para mantener la ley, el orden y la seguridad de la patria.
§ 14 En la ley de defensa de 1889, la cuota anual de reclutamiento para el Landwehr se fijó en 10,000 hombres.
La conscripción en el Landwehr fue desde los 21 años hasta los 32 años e incluyó dos o tres años en servicio activo. El voluntario de un año sirvió solo un año, pero no recibió salarios y tuvo que pagar por su propio equipo. Después de los 32 años, los soldados reclutados del Landwehr fueron transferidos a la milicia Landsturm. Como había más reclutas disponibles de los que se necesitaban, muchos decidieron quiénes se asignaban al ejército, quiénes a la milicia y quiénes a la reserva.

## Estructura

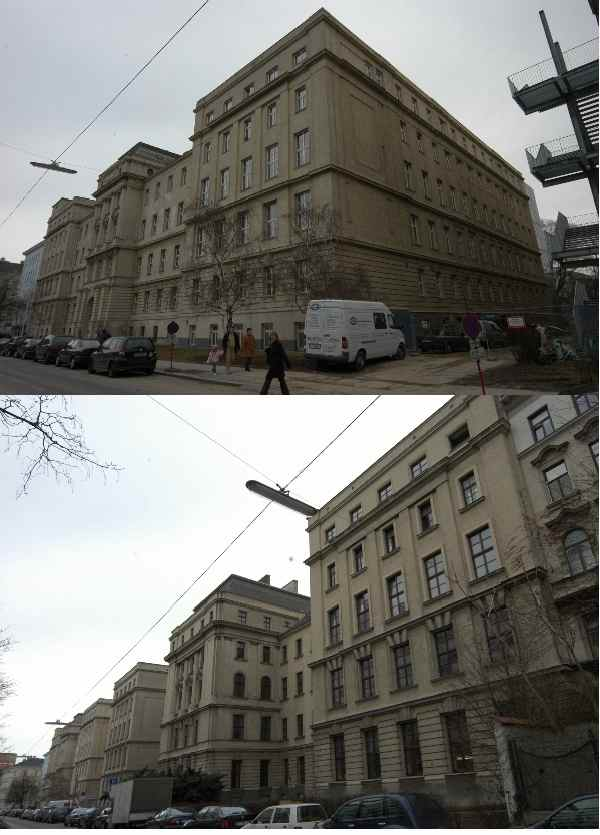
El edificio de la antigua Academia Landwehr Real Imperial Franz Joseph en Viena.

El Landwehr austriaco estaba bajo mando del Ministerio Imperial-Real de Defensa (así mismo el Honvéd húngaro del Real Ministerio de Defensa húngaro - ambos independientes del Ministerio de Guerra común).
El k.k. Ministerio de Defensa del Estado se encontraba en Viena en Babenbergerstrasse 5. El alto mando del Landwehr se encontraba en la primera planta del antiguo Departamento de Justicia Imperial en Schillerplatz 4. El staffs del Landwehr y el Comando Base Landwehr se alojaban en casas particulares. Durante la Primera Guerra Mundial, el Ministerio de Defensa k.k. fue responsable bajo la Oficina de Guerra de la defensa de la patria.
El Landwehr tenía sus propios cuarteles, depósitos y centros de formación de oficiales. La capacitación de los oficiales de Landwehr se realizó en la Academia Militar Imperial-Real Franz Joseph en Boerhaavegasse en Viena, una de las cinco academias militares en Austria-Hungría . Además, había una escuela militar superior en Viena y una escuela militar más baja en Bruck un der Leitha.
Los cuarteles de Landwehr en Viena fueron los cuarteles de artillería Landwehr en Kaiserebersdorf, los cuarteles Landwehr emperador Franz Josef y los cuarteles Landwehr de Siebenbrunnengasse. Junto al último cuartel nombrado estaba el Depósito de equipo del Landwehr. El Imperial-Real depósito de armas del Landwehr (k.k. Landwehr-Waffendepot) en el Arsenal de Viena.
El Imperial-Royal Landwehr (k.k o kaiserlich österreichisch / königlich böhmisch) era el ejército territorial permanente de Austria responsable de la defensa de Austria. Su orden de batalla al estallar la Primera Guerra Mundial fue el siguiente:
- 37 regimientos de infantería: cada uno de 3 batallones (el cuarto con 5 bns, el 23 con 2 bns y el 27 con 4 bns)
- 6 regimientos de Ulanos
- 8 batallones de artillería de campo (Feldkanonen-Divisionen)
- 8 batallones de obuses de campo (Feldhaubitz-Divisionen)

La infantería de montaña tenía las siguientes unidades:
- 2 regimientos de infantería de montaña, el 4.º y 27.º
- 4 regimientos de tiradores tiroleses (Tiroler Landesschützen Regimenter ) (1º, 2º y 4º con tres batallones y el 3º con 4 batallones) - desde enero de 1917, denominados "tiradores imperiales" (Kaiserschützen)
- 1 batallón de tiradores montados tiroleses (Reitende Tiroler Landesschützen)
- 1 batallón de tiradores montados dálmata (Reitende Dalmatiner Landesschützen)

Aunque los regimientos de infantería de Landwehr eran más débiles en personal que los regimientos de infantería imperial y real (los regimientos de Landwehr tenían solo tres batallones en lugar de los cuatro habituales en el Ejército Común; las excepciones eran el 1er y 3er regimiento de rifles del estado (Landesschützen) que también tenían cuatro batallones), eran a menudo superior en términos de equipamiento. Los parlamentos de Cisleitania y Transleitania estaban más dispuestos a apoyar a "sus" tropas con recursos financieros que al ejército común.
Una característica especial fue el título de los regimientos de Landwehr, que llevaban el nombre de la ubicación de la guarnición del personal del regimiento (por ejemplo, el 6º Regimiento Landwehr de Infantería de Eger - kk Landwehr-Infanterie-Regiment „Eger“ Nr. 6 ). Lo mismo sucedió con las unidades de tiradores, que también pertenecían al Landwehr (3er Regimiento Estatal de Tiradores de Innichen - kk Landesschützen-Regiment „Innichen“ Nr. III ). De esta manera, se enfatizó la cercanía de cada regimiento con su guarnición.

## Infantería

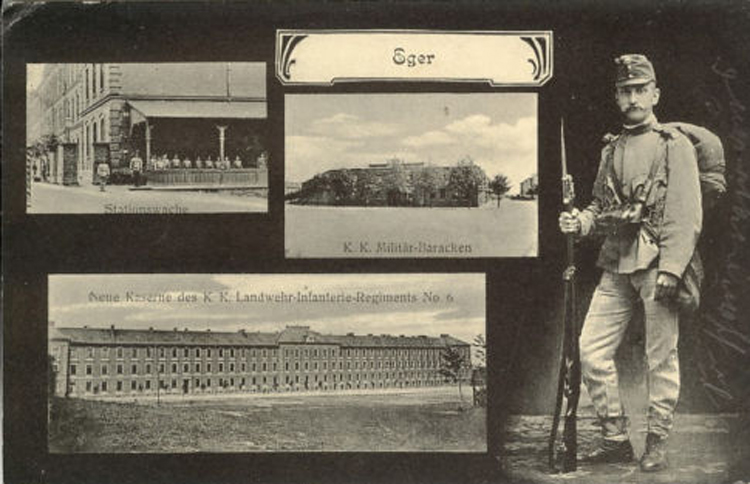
Regimiento de infantería Landwehr n° 6 Eger

En 1869, se formaron 79 batallones de infantería, cada uno compuesto por una plantilla de unos diez hombres. Estos batallones llevaban el nombre Landwehrinfanterie-Bataillone para aquellos instalados al norte del Danubio y Landwehrschützen-Bataillone para aquellos al sur del río. El escaso interés del estado y los fondos limitados fueron las causas principales del escaso equipamiento del Landwehr en los primeros años. En 1872, se introdujeron pequeñas cuotas fijas para cada batallón, lo que llevó al personal fijo a unos treinta hombres. En el mismo período se establecieron otros dos batallones en Dalmacia, alcanzando así 82 batallones.
En Tirol y Vorarlberg, donde existía una regulación de defensa territorial anterior a la introducida en Cisleitania en 1869, se formaron otros 10 batallones de infantería en 1870, 9 en Tirol y uno en Vorarlberg con el nombre de Landesschützen.
En 1884, los 23 batallones Landwehrschützen y los 59 batallones Landwehrinfanterie se agruparon en 5 regimientos Landwehrschützen y 17 regimientos Landwehrinfanterie. Los 10 batallones Landesschützen de Tirol y Vorarlberg y los de Dalmacia, que en 1882 se incrementaron a 4, se mantuvieron independientes. En 1889, los 22 regimientos estaban equipados con rifles de repetición que reemplazaron a los del modelo Werndl obsoletos.
Entre 1898 y 1901, el número de regimientos se incrementó a 36, todos bajo el nombre de Landwehrinfanterie-Regiment, eliminando así la diferencia anterior. Además, 23 batallones de reserva se transformaron en batallones activos. Fueron agrupados en 16 brigadas y 8 divisiones. El 23º Regimiento asignado en Dalmacia se subdividió en dos regimientos y el personal se utilizó en la vigilancia de los puertos para enfrentar un posible caso de guerra con el Reino de Italia.
En mayo de 1906 se emplearon los dos regimientos de Landesschützen tiroleses, el tercer regimiento se había disuelto en 1901 y el regimiento de infantería Landwehr n. 4 para la vigilancia de las fronteras de montaña con Italia y transformado para la defensa en las montañas. Esto básicamente llevó al nacimiento de las tropas de montaña austriacas. Para cada regimiento se formó un departamento de ametralladoras de montaña (Gebirgs-Maschinengewehrabteilung) con 4 ametralladoras. En 1908 recibieron equipo para la guerra en las montañas y en 1910 el regimiento de infantería Landwehr n. 27 y el III Regimiento Landesschützen se reconstituyeron formando así las tropas de montaña del Landwehr (Landwehr Gebirgstruppe).
Entre 1908 y 1910, se establecieron ametralladoras para los batallones restantes del Landwehr. A diferencia de las ametralladoras del Landesschützen, estaban equipadas con solo 2 ametralladoras. El equipo de la infantería Landwehr, aparte de las tropas de montaña, era idéntico al de la infantería del ejército común. La principal arma de infantería era el rifle de repetición Steyr-Mannlicher M1895. Los oficiales estaban armados con la pistola Roth-Steyr M1907 o el modelo Steyr M12 y con un sable. La ametralladora suministrada fue la Schwarzlose MG M.07/12.

## Caballería

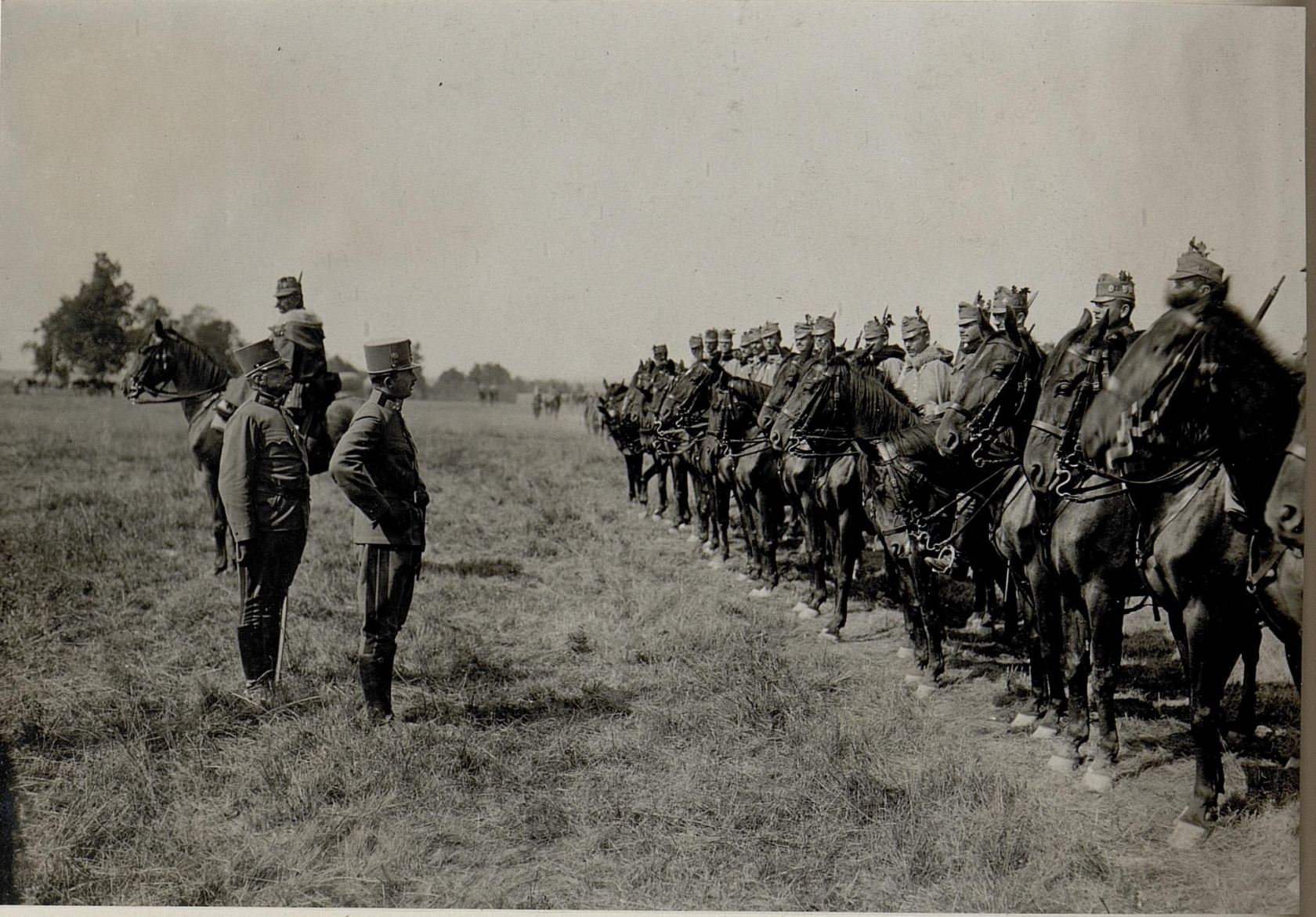
El príncipe heredero Carlos visita el regimiento Landwehr de ulanos n. 4 (septiembre de 1916).

Los primeros departamentos de caballería de la Landwehr se formaron junto con la infantería en 1869. Al principio solo se planearon uno o dos escuadrones para cada zona de reclutamiento con un personal muy pequeño que luego se expandió gradualmente como sucedió con la infantería. Las primeras unidades se llamaron ulanos para los departamentos que vienen de Galicia y Bucovina y Dragones para todas las demás áreas. En 1872 se creó una unidad de caballería para Dalmacia, los llamados fusileros dálmatas (berittene Schützen von Dalmatien), que ya contaban con un personal permanente, como el departamento tirolés del mismo nombre, Berittene Tiroler Landesschützense formado un año antes en 1871. Esta última consistía de dos compañías de Landesschützen a caballo destinadas a servicios de ordenanzas y para la transmisión de órdenes.
La ordenamiento de movilización de 1876 dispuso la constitución de 12 escuadrones de dragones y 13 escuadrones de ulanos. En septiembre de 1883, el emperador ordenó la formación de 3 regimientos de dragones y 3 regimientos de ulanos con 4 escuadrones para cada regimiento y una unidad de reserva. Hasta que se formaron los departamentos con personal permanente, los caballos se utilizaron solo durante las operaciones militares y se alquilaron a particulares para los períodos restantes. Los regimientos consistían en salas fijas solo para caballos de entrenamiento, para la oficina de información y para maniobras militares, y los caballos se arrendaban a particulares en los períodos en que no se utilizaban.
Con la nueva ley para la defensa nacional de 1889, los departamentos de los dragones cambiaron su nombre y también tomaron el nombre de ulanos. En caso de movilización, se esperaba que cada regimiento tuviera sus escuadrones y una reserva, la caballería dálmata y tirolesa, en cambio, solo un escuadrón y una reserva. En 1890, la caballería Landwehr fue asignada a las divisiones de infantería Landwehr con la tarea de exploración y enlace, así como la transmisión de órdenes. La decimoctava reorganización de la Landwehr en 1893 también afectó a la caballería con un aumento adicional en la fuerza de servicio. En 1907 se establecieron dos brigadas de caballería en Viena y Olomouc en moravia. En 1911 se agregó una tercera brigada con sede en Lviv. Después de la última enmienda de la ley de defensa nacional antes del estallido de la Primera Guerra Mundial en 1912, el servicio militar en la caballería  Landwehr se extendió a tres años. Los soldados de caballería estaban armados con el rifle Steyr-Mannlicher M1895 y un sable de caballería. Los oficiales no comisionados también tenían un revólver.

## Artillería

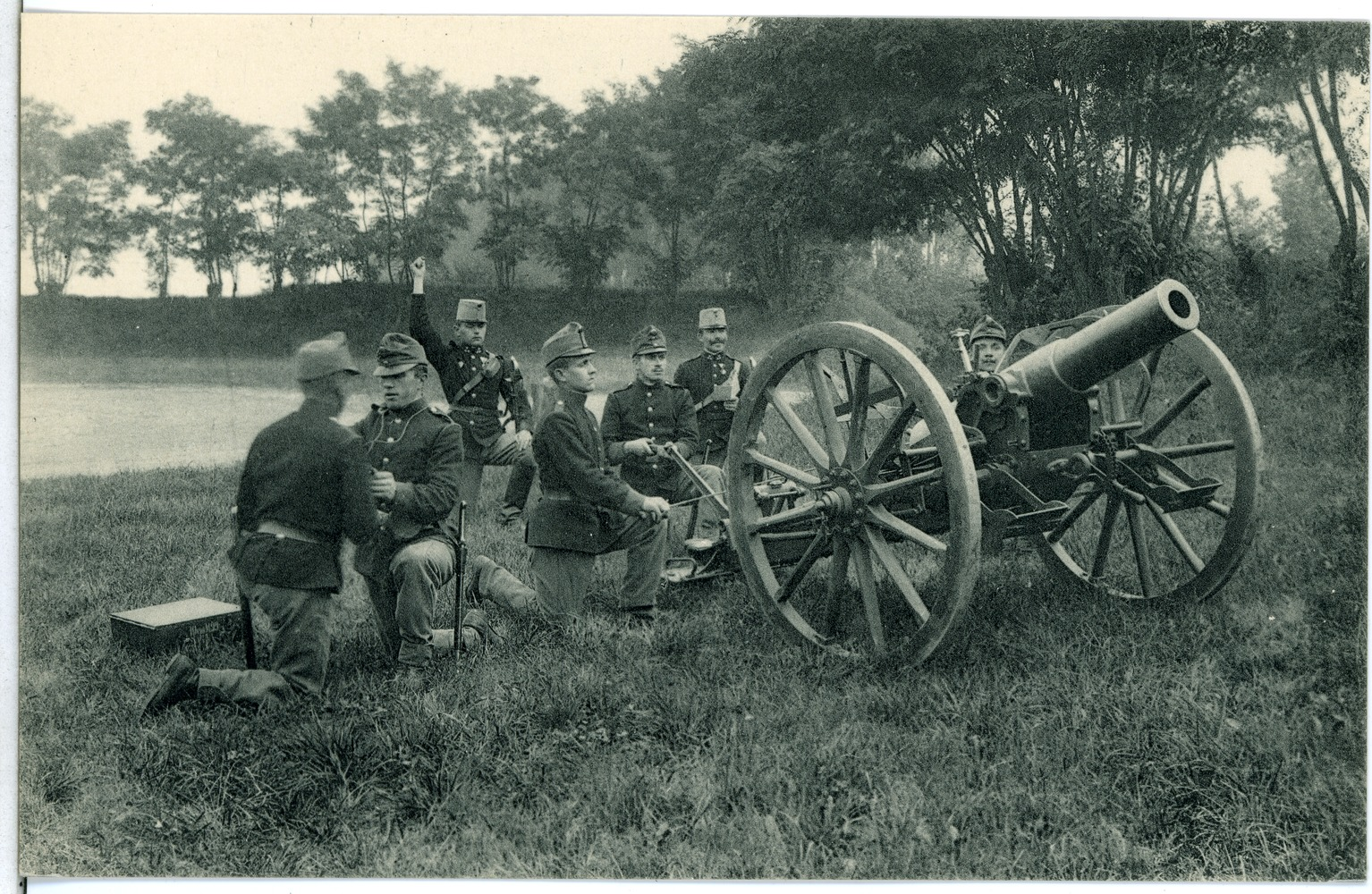
Práctica de tiro con obús de campaña de 10 cm (1910).

La artillería Landwehr se estableció relativamente tarde. Al principio, las dos fuerzas territoriales no estaban equipadas con unidades de artillería para evitar que se independizaran. Peligro que fue más pronunciado en Transleitania que en Cisleitania. Sólo después de la crisis institucional en el Reino de Hungría, en 1905, se estableció el establecimiento de departamentos de artillería en el Landwehr. Los primeros reclutas en 1906 todavía eran enviados al ejército común para entrenamiento. En mayo de 1907 se estableció la primera batería de Landwehr y en 1908 se llevaron a cabo las primeras maniobras militares con la participación de la artillería de Landwehr.
Inicialmente se estableció una división de artillería para cada división de infantería. Los planes para una mayor ampliación fracasaron debido a la resistencia de Hungría para construir a su vez una artillería honvéd. Después de las experiencias positivas con los obuses en la guerra ruso-japonesa, la artillería Landwehr se equipó con el obús de campo de 10 cm. Cada batería tenía dos obuses de este modelo. En febrero de 1909, los departamentos existentes formaron ocho obuses de campo (Landwehr-Feldhaubitzdivisionen). Cada división constaba de cuatro baterías, un repartimiento de municiones y una reserva.
En abril de 1912 se emitieron nuevas pautas para la artillería Landwehr. Estos incluyen la formación de brigadas de ocho cañones de campaña (Feldartillerie-Brigade) cada uno compuesto de un regimiento con dos divisiones a dos baterías de cañones y una división de obuses de campaña al que se añadió departamentos de personal y municiones y complementos. Se planificaron cuatro años para la finalización del proyecto. En enero de 1913 se constituyó el primer regimiento de cañones de campaña tras la aceleración del proyecto y en octubre del mismo año ya había ocho divisiones de cañones de campaña (Landwehr-Feldkanonendivisionen).
En marzo de 1914 se incrementó el número de reclutas para la artillería Landwehr. A pesar de esto, al estallar la Primera Guerra Mundial, la artillería Landwehr era insuficiente.

## Imágenes

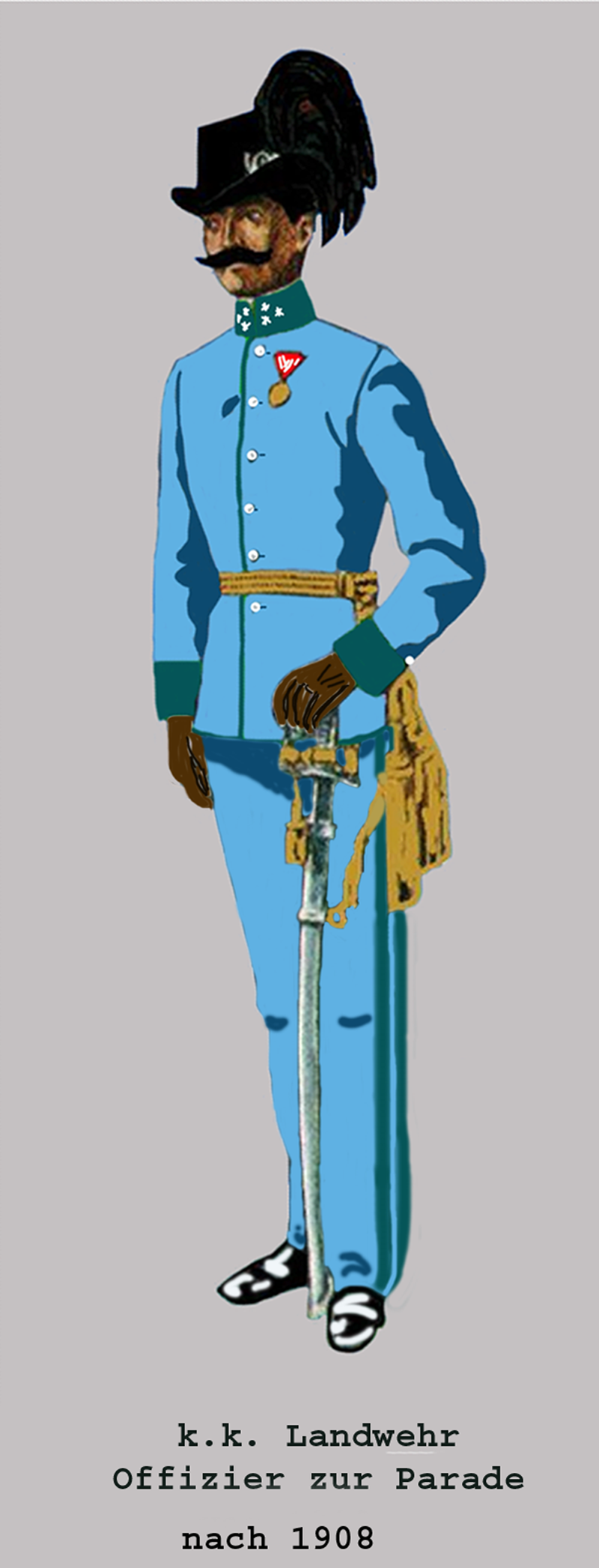
Capitán en uniforme de parada, 1908.
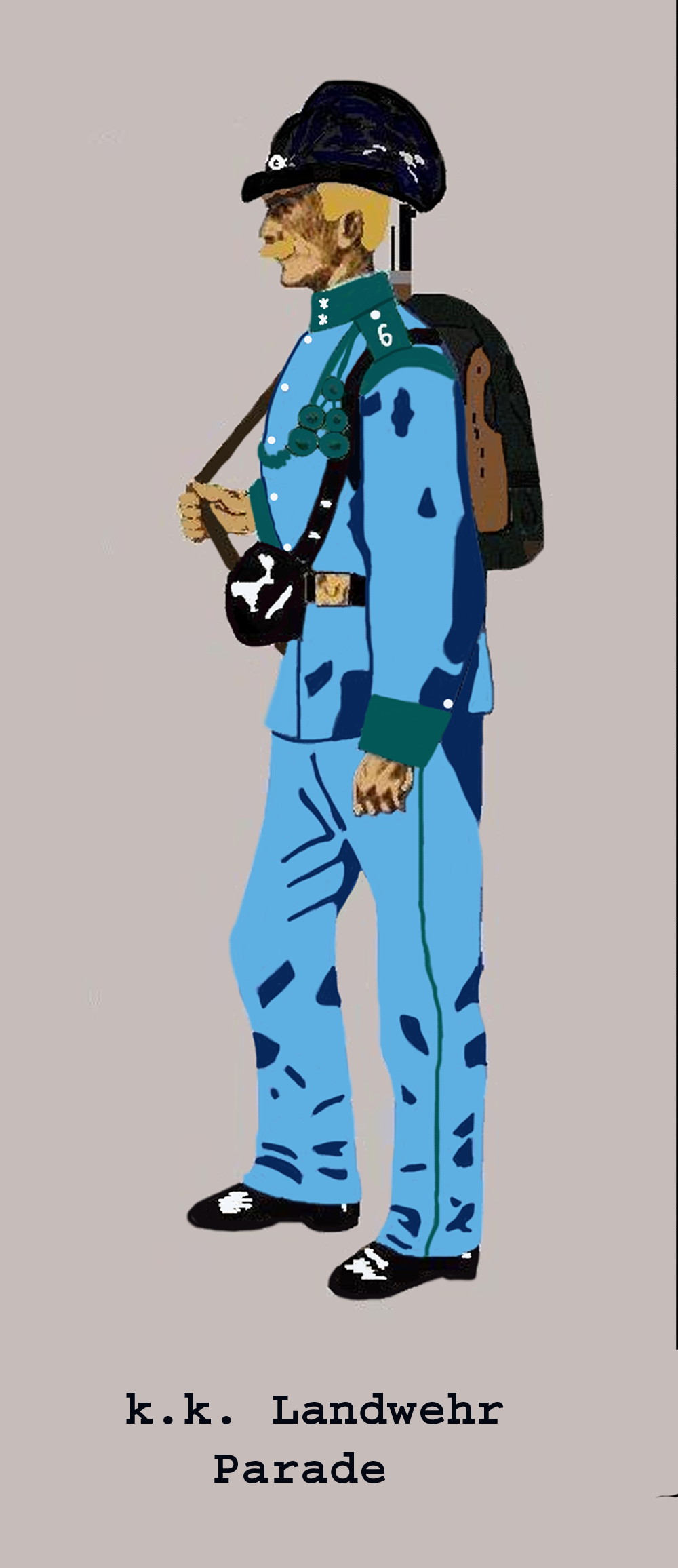
Infante en uniforme de parada, 1908.
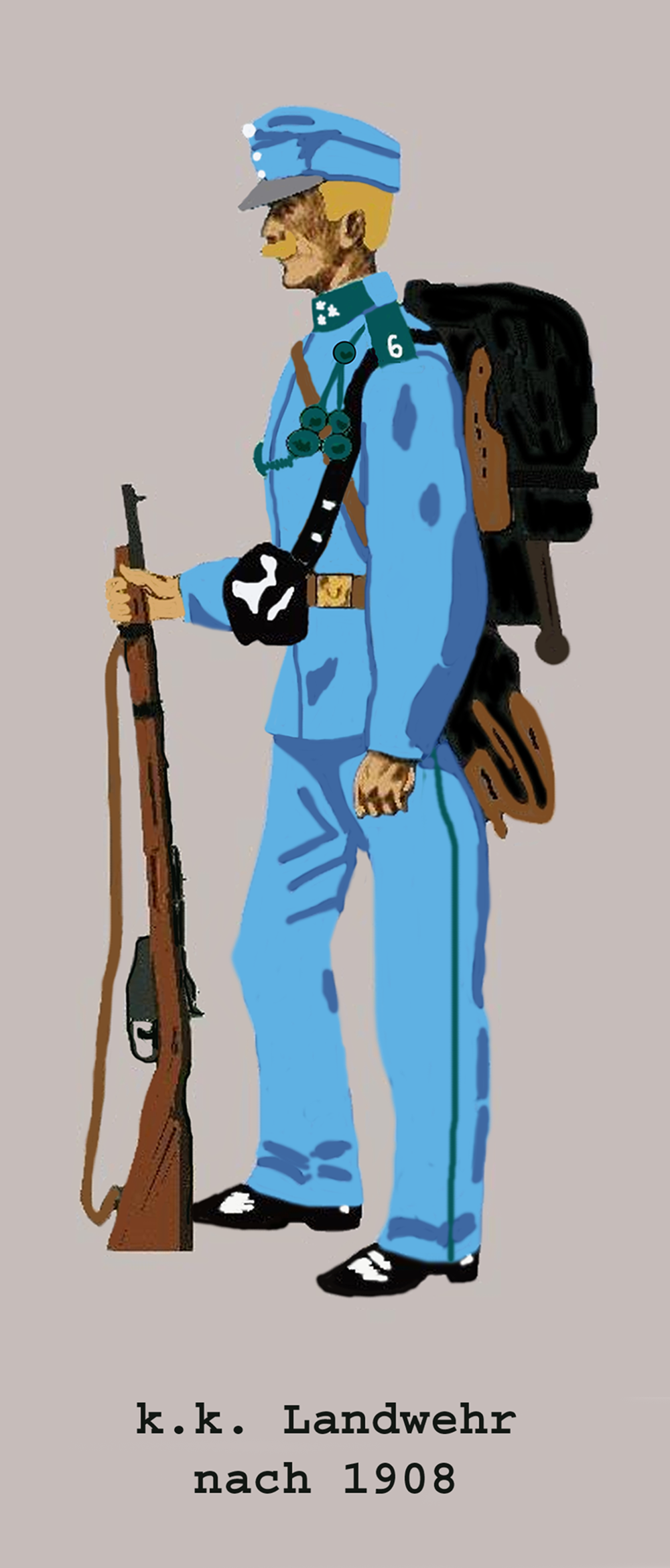
Infante en uniforme de servicio.
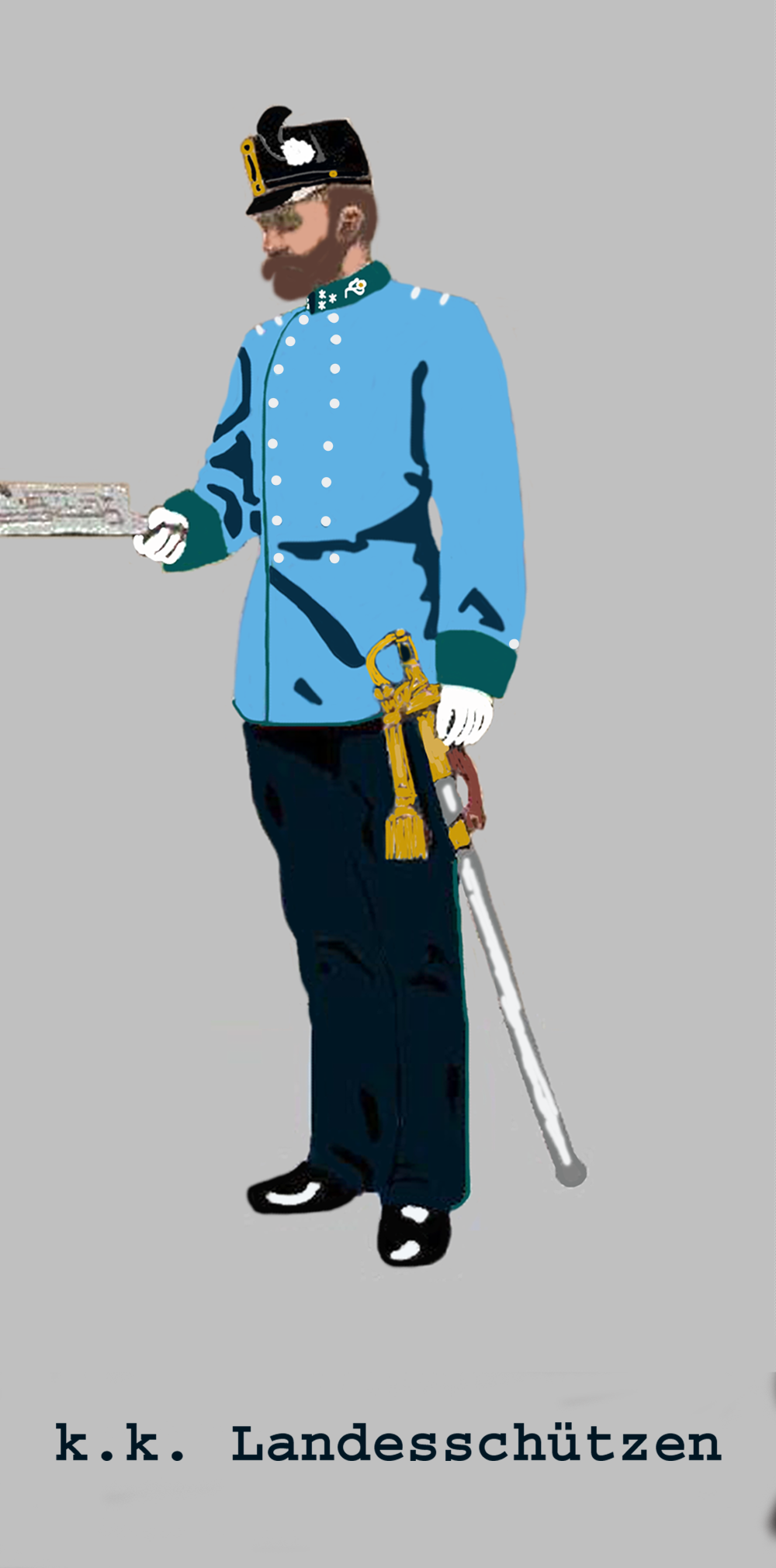
Oficial de tiradores en uniforme de servicio.
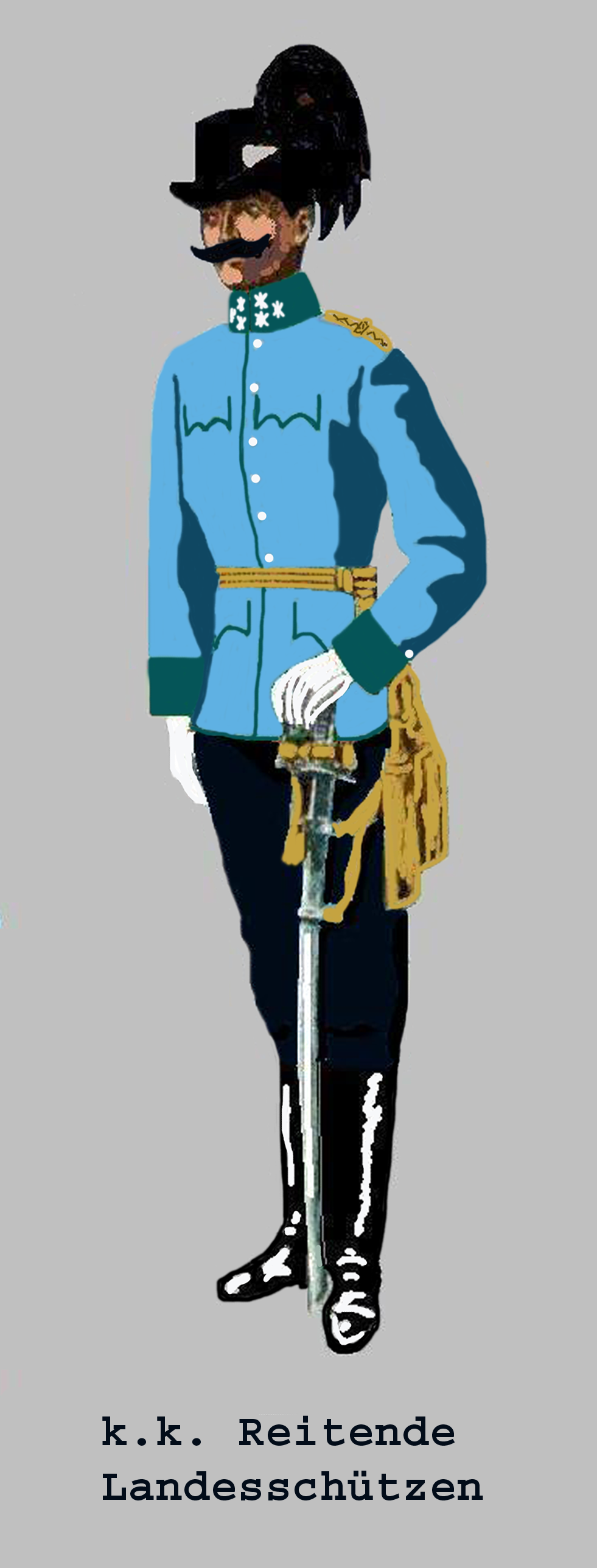
Oficial de tiradores montados.